# Baby (gromada)
Baby – dawna gromada, czyli najmniejsza jednostka podziału terytorialnego Polskiej Rzeczypospolitej Ludowej w latach 1954–1972.
Gromady, z gromadzkimi radami narodowymi (GRN) jako organami władzy najniższego stopnia na wsi, funkcjonowały od reformy reorganizującej administrację wiejską przeprowadzonej jesienią 1954 do momentu ich zniesienia z dniem 1 stycznia 1973, tym samym wypierając organizację gminną w latach 1954-1972.
Gromadę Baby siedzibą GRN w Babach utworzono w powiecie piotrkowskim w woj. łódzkim, na mocy uchwały nr 35/54 WRN w Łodzi z dnia 4 października 1954. W skład jednostki weszły obszary dotychczasowych gromad Baby i Raciborowice ze zniesionej gminy Wolbórz oraz obszar dotychczasowej gromady Kiełczówka wraz z częścią wsi Gościmowice (od nr 1 do nr 105) z dotychczasowej gromady Gościmowice ze zniesionej gminy Srocko w tymże powiecie. Dla gromady ustalono 18 członków gromadzkiej rady narodowej.